# 栫裕保
栫 裕保（かこい ひろやす、1960年9月17日 - ）とは日本のサッカー指導者。

## 概要
兵庫県神戸市出身。滝川高等学校卒業、日本体育大学卒業。
黒田和生の元で18年間滝川第二高等学校サッカー部のコーチを行う。2007年黒田和生の退職とともに同校の監督に就任。就任初年度は県の全てのタイトルを逃し、これはチームの12年ぶりの屈辱であった。だが第87回全国高等学校サッカー選手権大会ではベスト8を果たす。2011年には第89回全国高等学校サッカー選手権大会で兵庫代表となった同校を初優勝に導く。2015年の第93回全国高等学校サッカー選手権大会を最後に同校監督を勇退。